# We Are One (Ole Ola)
"We Are One (Ole Ola)" é uma canção do rapper Pitbull, com participação da cantora norte-americana Jennifer Lopez e a brasileira Claudia Leitte. Foi escolhida como a canção tema da Copa do Mundo FIFA de 2014, que foi sediada no Brasil, Do dia 12 de Junho de 2014, ao dia 13 de Julho de 2014. Lançada em 7 de abril de 2014 pela iTunes Store, a faixa faz parte do álbum One Love, One Rhythm - The 2014 FIFA World Cup Official Album (2014).
O vídeo oficial da canção foi lançado pela página oficial de Pitbull de vídeos musicais Vevo, às 11 horas e 27 minutos, do dia 16 de maio de 2014. A canção foi executada ao vivo durante a cerimônia de abertura da Copa do Mundo de 2014 em São Paulo no dia 12 de junho de 2014.

## Antecedentes e lançamento
Em 23 de janeiro de 2014, a RCA, FIFA e a Sony Music Entertainment anunciaram que "We Are One (Ole Ola)" seria a canção oficial da Copa do Mundo FIFA de 2014. Pitbull, em seguida, disse: "Estou honrado de trabalhar junto com Jennifer Lopez e Claudia Leitte na Copa do Mundo da FIFA para trazer o mundo juntos. Eu realmente acredito que este grande jogo e o poder da música irá ajudar a nos unificar, porque somos melhores quando nós somos um". Uma versão da canção contendo apenas os vocais de Pitbull vazou na internet em 2 de fevereiro de 2014.

## Recepção crítica
Carl Williott do Idolator opinou que a canção contém "muito de Pitbull", e não o "suficiente de Lopez e Leitte". Ele, no entanto, afirmou que a obra é uma atualização de "Waka Waka (This Time for Africa)" de Shakira, canção oficial da Copa do Mundo FIFA de 2010. O canal Fuse TV escreveu que a canção é similar a Waka Waka, dizendo que a faixa "combina a sensação de país anfitrião do torneio com um acessível e emocionante som pop com apelo de uma repetição instantânea". Judy Cantor-Navas da Billboard descreveu o tema como "surpreendentemente alegre".

## Performances ao vivo

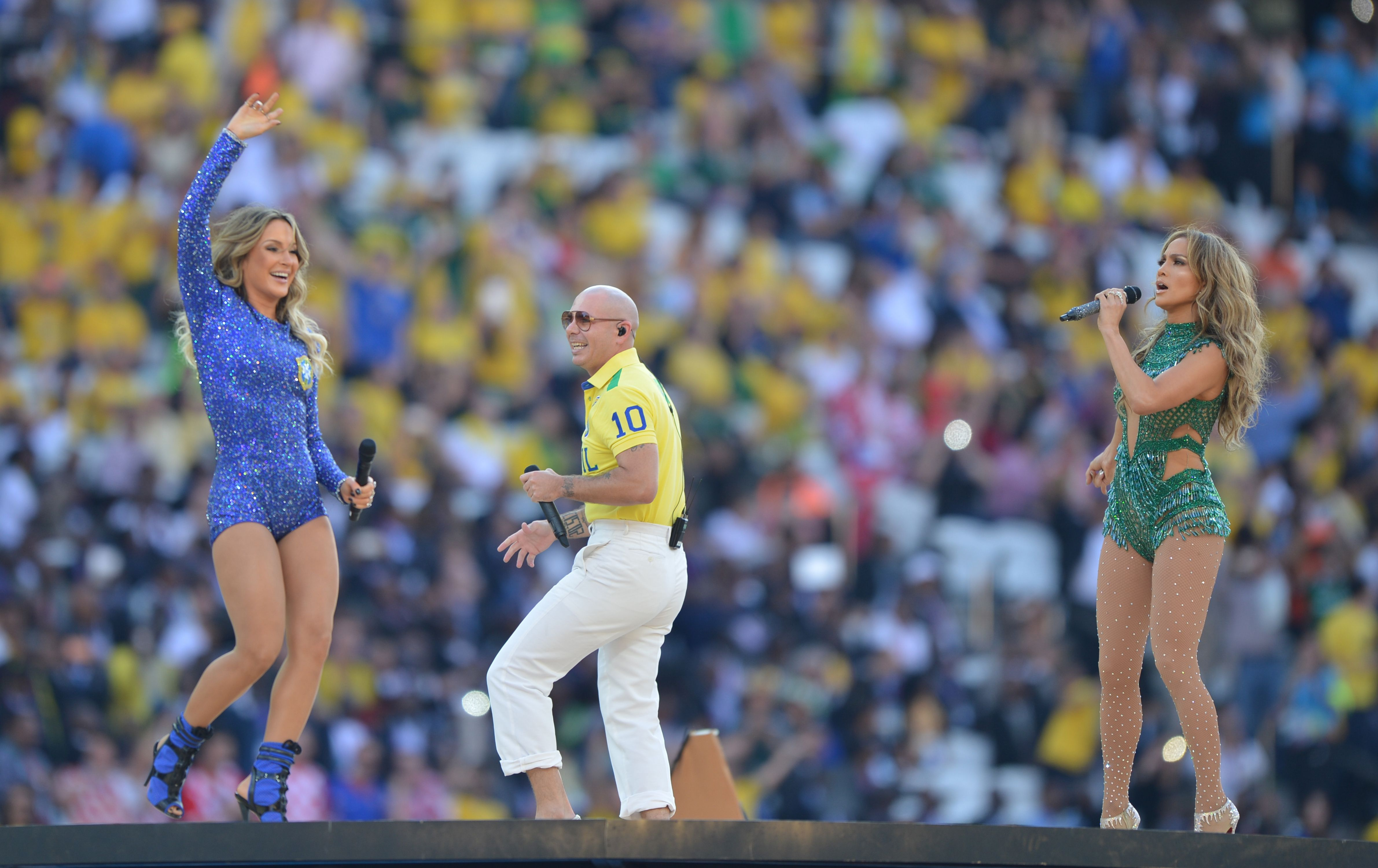
Claudia Leite, Pitbull e Jennifer Lopez interpretando a canção durante a cerimônia de abertura da Copa de 2014.

Pitbull, Lopez e Leitte cantaram "We Are One (Ole Ola)" na premiação Billboard Music Awards em 18 de maio de 2014, sendo Leitte a primeira brasileira a se apresentar no evento. Eles também cantaram a música na cerimônia de abertura da Copa do Mundo FIFA 2014 em 12 de junho na Arena Corinthians, São Paulo, antes do jogo Brasil x Croácia, precedida de uma releitura solo de Leitte do clássico "Aquarela do Brasil" de Ary Barroso. No entanto, devido à quantidade de barulho feito por dançarinos e estética do estádio de má qualidade, alguns espectadores tiveram dificuldade de ouvir os vocais.
Em 2017, Claudia Leitte adiciona a música na sua turnê Claudia 10 Tour em homenagem aos seus 10 anos de carreira solo, uma vez que a música foi um grande passo em sua carreira.[carece de fontes?]

## Lista de faixas
- Alemanha - CD Single

1. "We Are One (Ole Ola)" (featuring Jennifer Lopez & Claudia Leitte) – 3:42
2. "We Are One (Ole Ola)" (featuring Jennifer Lopez & Claudia Leitte) (Olodum mix) – 3:56

- Download digital[13]

1. "We Are One (Ole Ola)" (featuring Jennifer Lopez & Claudia Leitte) – 3:42

- Download digital - remix[14]

1. "We Are One (Ole Ola)" (featuring Jennifer Lopez & Claudia Leitte) (Olodum mix) – 3:56

- Download digital - opening ceremony version[15]

1. "We Are One (Ole Ola)" (featuring Jennifer Lopez & Claudia Leitte) (Opening Ceremony Version) – 5:21